# Aprilia (azienda)
Aprilia è una casa motociclistica italiana fondata nel 1945 a Noale (VE), facente parte dal dicembre 2004 del Gruppo Piaggio. Detiene 54 titoli mondiali conquistati nei vari campionati da diversi piloti e con 294 Gran Premi conquistati nel motomondiale è primo tra i costruttori europei in termini di vittorie. Nel mondiale Superbike Aprilia ha conquistato 52 vittorie e 172 podi, oltre a 9 vittorie nella Superstock 1000 FIM Cup.

## Storia
L'Aprilia è stata fondata subito dopo la fine della seconda guerra mondiale dal Cavalier Alberto Beggio, come produttore di biciclette, a Noale, in provincia di Venezia; la sua sede è ancor oggi situata a Noale, ma dal 1996 la produzione fu spostata nel nuovo stabilimento Aprilia nel vicino comune di Scorzè.
Alberto Beggio scelse questo nome per la sua azienda perché era rimasto affascinato dalla Lancia Aprilia, vettura lanciata sul mercato nel 1937 dalla casa automobilistica Lancia.

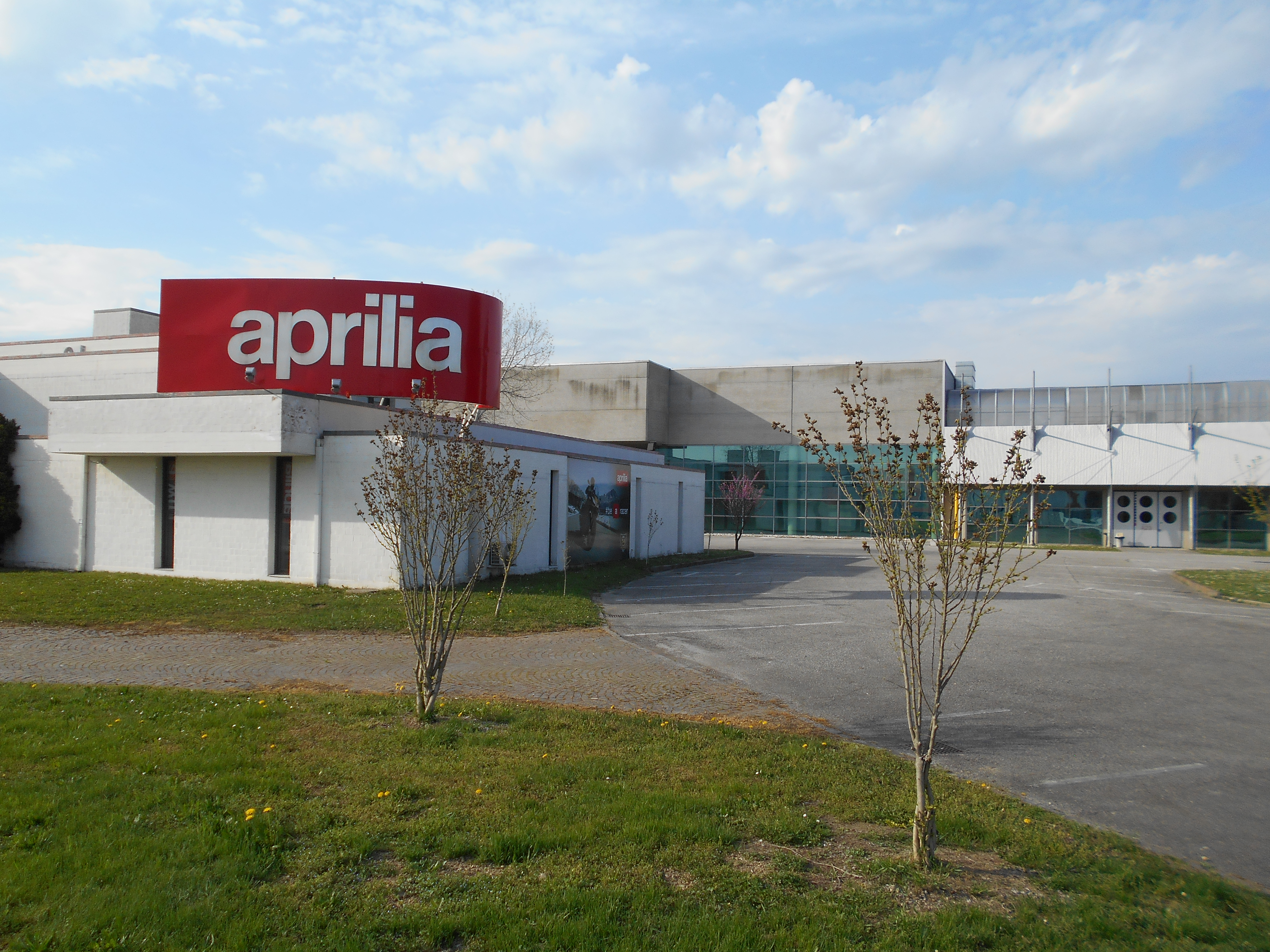
Stabilimento Aprilia, Scorzè (VE).

Nel 1960 Aprilia entra nel settore dei ciclomotori con lo Sport Uomo.
Il figlio del fondatore, Ivano Beggio, prese le redini dell'azienda nel 1968 iniziando subito a costruire un ciclomotore con un ristretto numero di collaboratori. I primi modelli con cui l'Aprilia uscì sul mercato furono i Colibrì, Daniela e Packi, seguiti dalla prima motocicletta da fuoristrada la Scarabeo, presentata nel 1970 in due cilindrate, da 50 e 125 cm³ e rimasta in produzione per quasi un decennio.

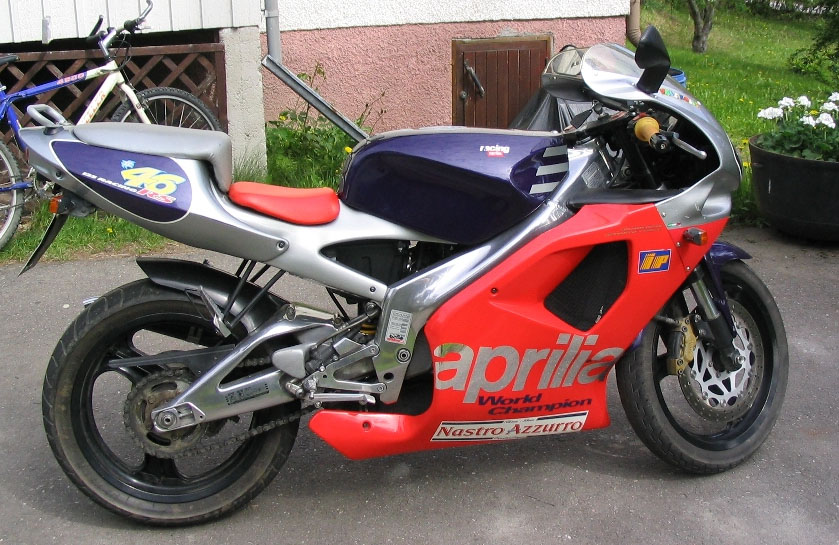
Una Aprilia RS 125 del 1998.

Il passo successivo nell'evoluzione dell'Aprilia fu, negli anni ottanta, quello di ampliare la gamma dei modelli offerti in vendita, dedicandosi anche ai settori del trial dell'enduro e delle moto da strada, prodotte in varie cilindrate tra i 50 e i 600 cm³. Nel 1985 venne firmato un accordo di collaborazione con l'austriaca Rotax per la fornitura di motori alla casa veneziana. È del 1986 la presentazione della Tuareg la prima moto derivata da quelle in uso nei Rally Africani.

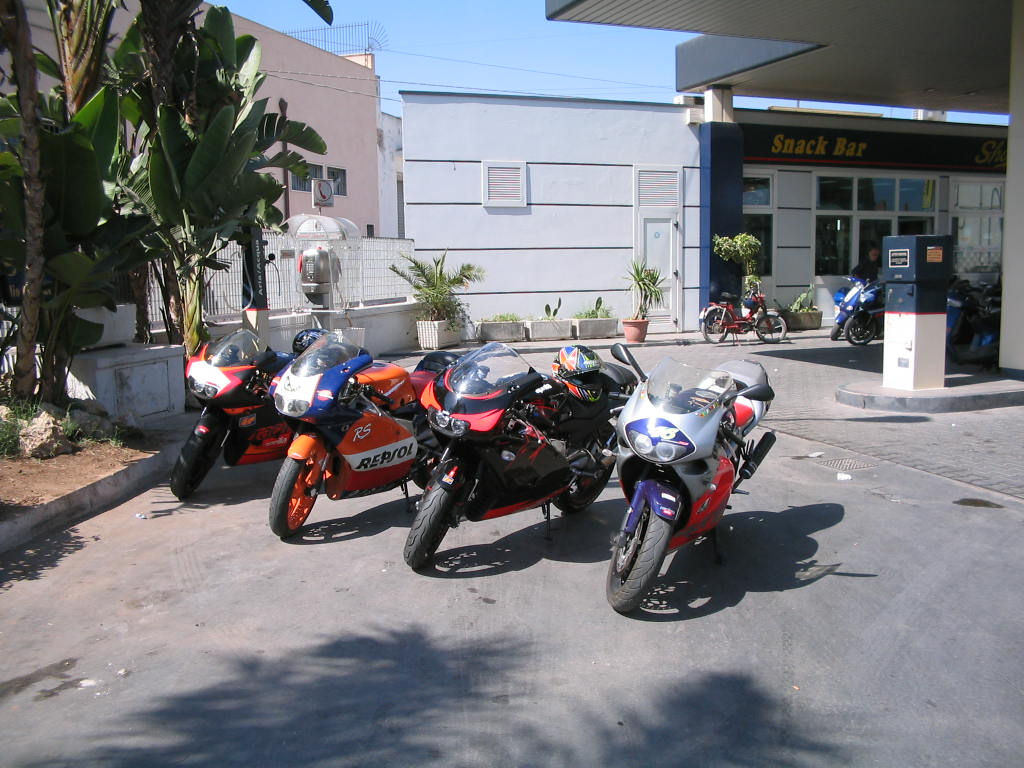
Quattro Aprilia RS 125, di differenti modelli.

Sulla scia dei successi ottenuti, vennero messi in vendita modelli in varie cilindrate: nella classe 50 cm³ l'Aprilia RS 50 (stradale), la ET 50 e RX 50 (enduro) e la Red Rose 50 (custom), tutte con motorizzazione Minarelli raffreddata a liquido; nella classe 125 celeberrima l'Aprilia RS 125 (stradale), la RX 125 (enduro) e la Red Rose 125 (custom), tutte con un motore Rotax, dotato di una valvola di scarico passiva a controllo pneumatico (denominata RAVE e RAVE2, successivamente sostituita con una a controllo elettronico); infine nella classe 250 la RS 250 motorizzata Suzuki, messa in commercio con le livree delle motociclette da competizione e che ottenne un vasto seguito, soprattutto tra i più giovani appassionati delle due ruote.

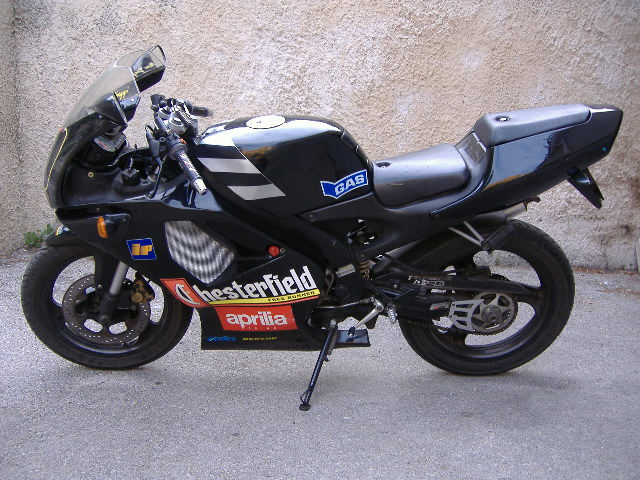
RS 50 Chesterfield, una replica della moto da corsa di Max Biaggi.

Per quanto riguarda la produzione di serie, gli anni novanta videro la presentazione di altri modelli destinati ad un buon successo sul mercato; si passava dalle Aprilia Pegaso, offerte nelle cilindrate 50, 125 e 650, allo scooter tradizionale Amico o a quello con ruote alte, che riprendeva il nome storico della casa, lo Scarabeo.
Un altro scooter di successo è il Leonardo, motorizzato Rotax per le cilindrate 125 e 150. Successivamente, con la fornitura di motori Yamaha, il Leonardo viene prodotto con cilindrate 250 e 300.
Nel 1995 Aprilia presentò Motò, monocilindrica disegnata da Philippe Starck. Nello stesso anno debuttò la RS 250 con cui Max Biaggi vinse il Mondiale Piloti della classe 250 mentre la casa motociclistica vinse il titolo Marche per la stessa categoria.
Verso la fine del decennio, nel 1998, si registrò l'entrata della casa nel settore delle maximoto con la presentazione delle Aprilia RSV Mille e della Falco, entrambe utilizzanti i motori Rotax da 990 cm³ di cilindrata con l'innovativa disposizione a v di 60°, che permette una distribuzione dei pesi a tutto vantaggio della maneggevolezza e delle ottime doti di guidabilità di questa bicilindrica.
L'anno successivo venne prodotta l'RSV Mille SP, una versione in tiratura limitata di 150 esemplari, necessari per l'omologazione nel Campionato mondiale Superbike, che fu pilotata dall'australiano Troy Corser e dal padovano Alessandro Antonello.

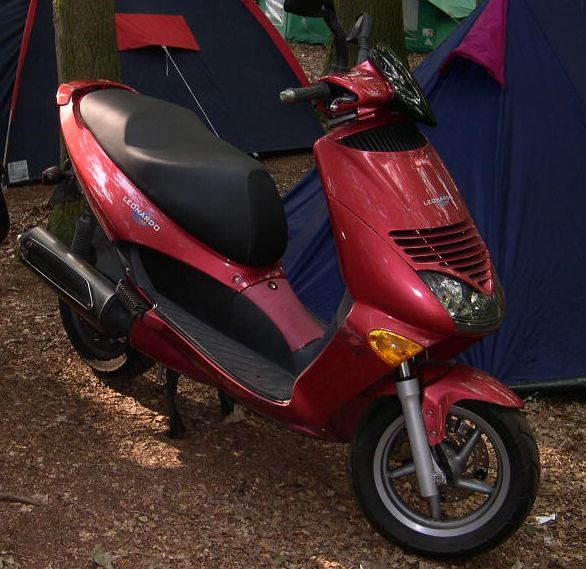
Aprilia Leonardo.

Il nuovo secolo si apre con l'acquisizione, nel 2000, da parte della casa veneziana di due dei marchi più famosi della storia del motociclismo italiano, la Moto Guzzi e la Moto Laverda.
La produzione di serie vede invece il lancio di modelli come la Aprilia Caponord, che richiama lo spirito di avventura dei lunghi raid, della Futura, sport tourer dal design futuristico, e della Tuono, ovvero naked sportiva su base Aprilia RSV 1000.
Nel 2004 si ha l'ultima e più recente modifica dell'assetto societario, con l'acquisizione della Aprilia e delle sue controllate da parte della Piaggio, che controlla anche la Gilera e la spagnola Derbi; da questa fusione è nato il quarto gruppo industriale più importante al mondo nel campo della fabbricazione delle 2 ruote, con una capacità produttiva di 600 000 veicoli annui ed un giro di affari di 1,5 miliardi di euro.
Dal 2006 Aprilia inizia a progettare, sviluppare e produrre in proprio i motori che equipaggiano le moto di serie, interrompendo il lungo rapporto di collaborazione con la Rotax; da quel momento tutte le moto prodotte sono, quindi, motorizzate con propulsori italiani al 100%.
Nel 2019 in occasione del salone milanese EICMA la casa veneta lancia una nuova generazione di moto di media cilindrata, la RS 660 e la Tuono 660, caratterizzate dal nuovo motore bicilindrico da 659 CC, telaio derivato dalla RSV4 ed elettronica basata sul pacchetto APRC con piattaforma inerziale a sei assi, acceleratore elettronico ride-by-wire; multi Riding Mode e Cornering ABS multimappa.

## Impegni sportivi

Logo Aprilia Racing

Aprilia Inizia l'attività sportiva nel 1974 nel campionato mondiale di motocross, spostandosi nel 1985 all'interno del Campionato mondiale di trial e nel motomondiale nella classe 250. Due stagioni più tardi, esattamente il 30 agosto 1987, si registrò la prima vittoria in un Gran Premio, quello di San Marino, con Loris Reggiani alla guida. 

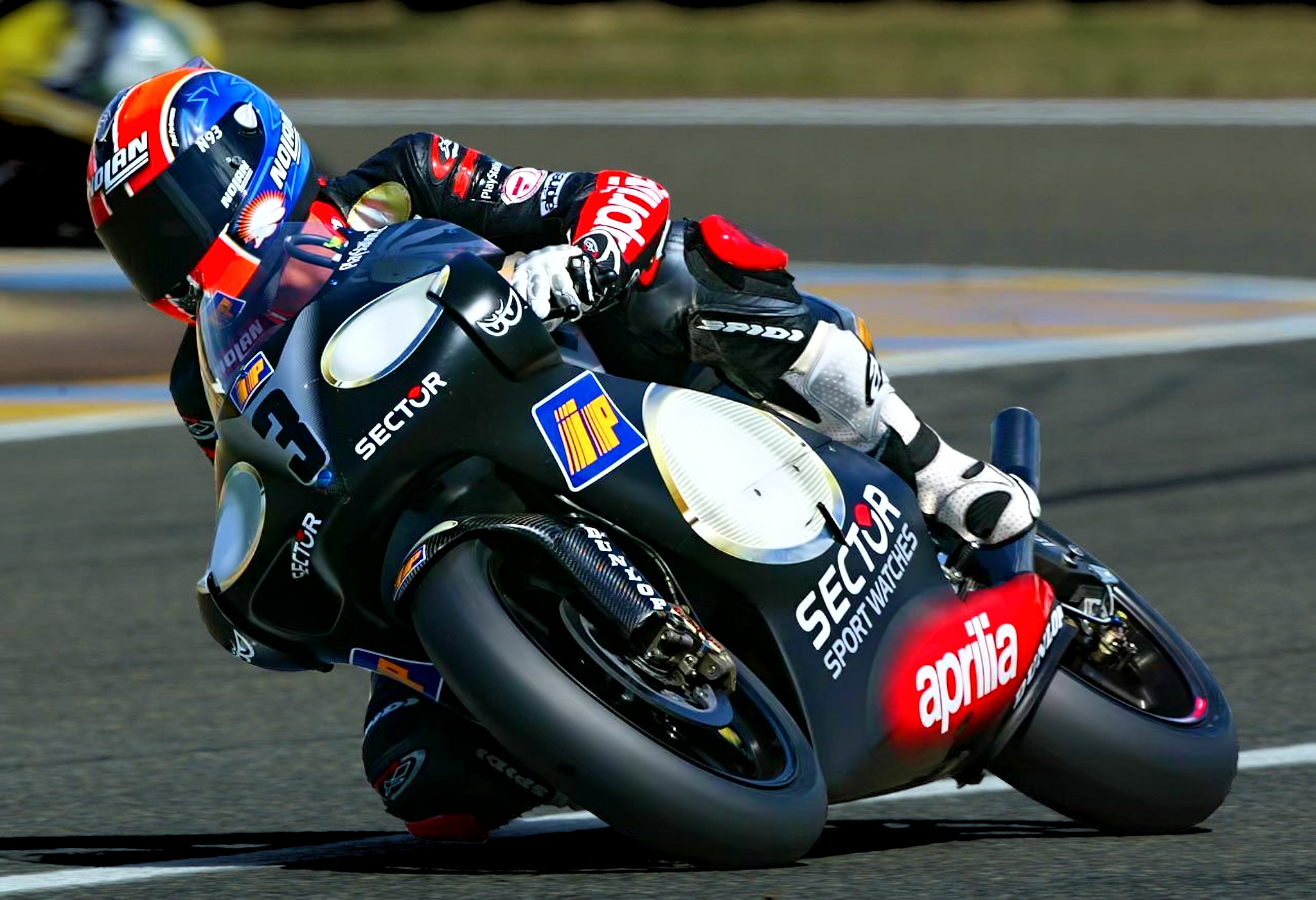
La RSV 250 del 2002 di Marco Melandri

Nel 1992 la casa di Noale iniziò la lunga serie di vittorie nei campionati mondiali delle varie discipline motociclistiche con risultati molto positivi nella 125, dove ha conquistato 10 titoli mondiali, e nella 250, dove ha conquistato 9 titoli iridati. Sempre nel 1992 vince all'interno del campionato mondiale di trial con Tommy Ahvala. Aprilia fa il suo esordio nella classe 500 nel 1994 ma i risultati non arrivano e si vede costretta al ritiro nel 2000. Nel 1999 debutta all'interno del Mondiale Superbike e vince 3 campionati del mondo nel 2010, 2012 e 2014 grazie ai piloti Max Biaggi e Sylvain Guintoli. Dal 2002 al 2004 debutta nella nuova classe regina, la MotoGP, con il prototipo RS Cube, ma nonostante avesse il motore più potente in griglia, non ottenne i risultati sperati. Ottiene inoltre 3 titoli mondiali nel 2004, 2006 e 2011 nel campionato di motocross con la MXV. Fa il suo ritorno in motogp solamente nel 2015, stringendo un accordo di collaborazione con il team Gresini Racing e la squadra prende la denominazione di Aprilia Racing Team Gresini. Nel 2022 finisce la collaborazione e Aprilia partecipa in veste di team ufficiale.
La casa di Noale ha da sempre dedicato molte energie nelle competizioni sportive, in particolare nel motomondiale dove ha gareggiato in quattro classi differenti. Con i suoi 54 titoli mondiali nelle varie categorie, l'Aprilia si colloca tra le case più vincenti di sempre.
Integrata inizialmente nella società madre, dal 1º gennaio del 2009 diviene una s.r.l. indipendente anche se facente parte sempre del gruppo Piaggio.

## Modelli in produzione

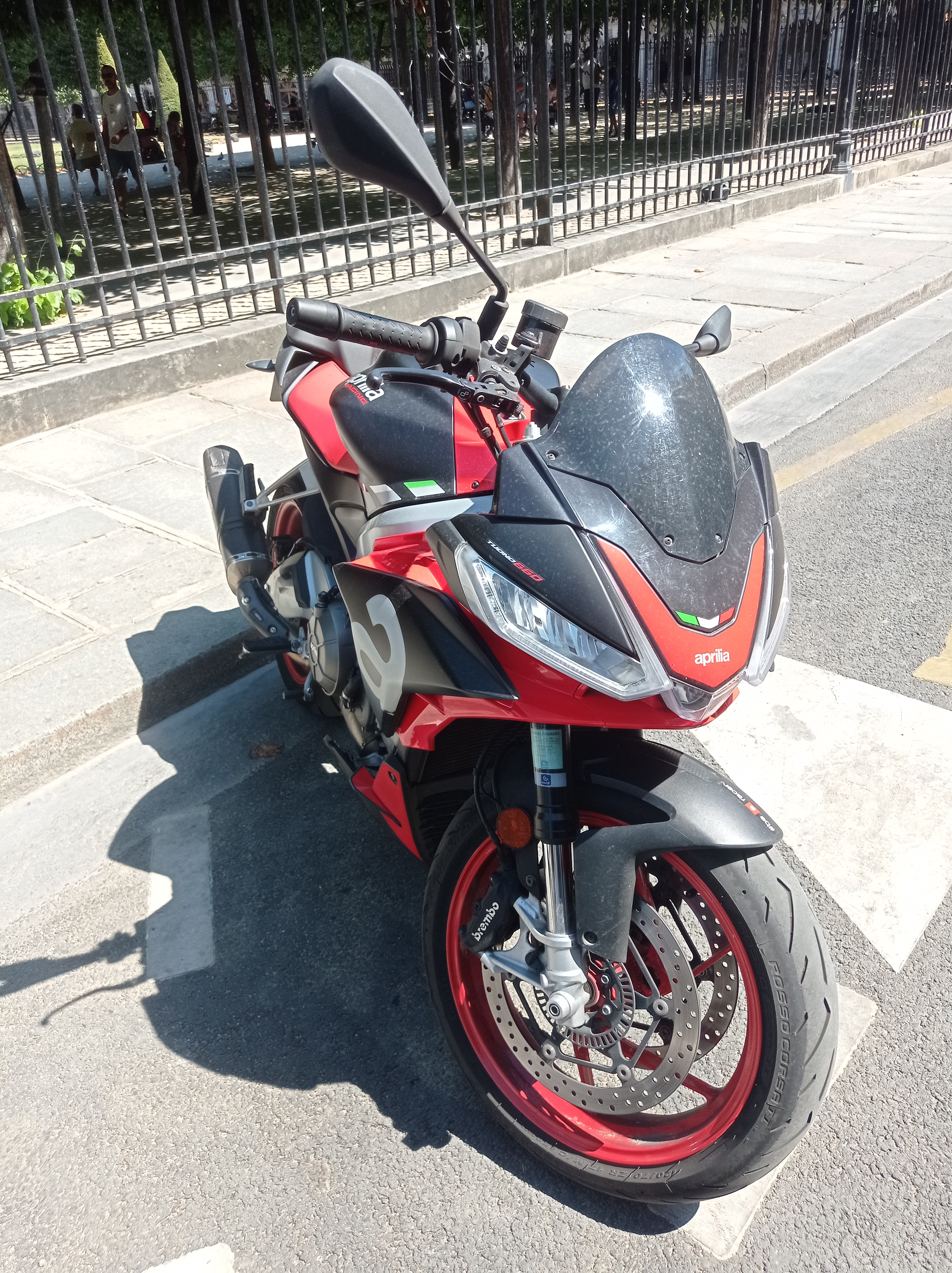
Una Tuono 660 del 2021

Gamma strada
- RSV4, RS 660, RS 457, RS 125;
- Tuono V4, Tuono 660, Tuono 125;

Gamma enduro
- Tuareg 660;
- RX 125;

Gamma supermotard
- SX 125;

Gamma scooter
- SR GT;
- SXR.